# Staplehurst (Kent)
Staplehurst is een  plaats  en civil parish in  het district Maidstone in het Engelse graafschap Kent.
Staplehurst heeft ongeveer 2500 huishoudens met  6000 bewoners. De plaats ligt aan de route van een Romeinse weg, die nu is opgenomen in de loop van de A229. In het noorden van  deze civil parish ligt aan de A229 de buurtschap Cross-at-Hand. In het zuiden van het bewoonde Staplehurst ligt The Quarter aan de A229. Verder naar het zuiden aan deze A229 ligt op de grens met de civil parish Frittenden de buurtschap Knox Bridge.
Staplehurst heeft enkele kerken, waarvan de All Saints Church op het hoogste punt van het dorp ligt. Deze Anglicaanse parochiekerk stamt uit de 12e eeuw en valt onder het bisdom Canterbury.
Staplehurst is vooral bekend vanwege haar station. De treinen van Asford naar  Charing Cross en Cannon Street in Londen gaan via dit station. Toeristen die Sissinghurst Castle willen bezoeken, stappen bij dit station uit.

## Geboren
- Charlie Cramp (1876–1933),  een Brits syndicalist en politicus voor Labour.